# Fitch Glacier
Fitch Glacier är en glaciär i Antarktis. Den ligger i Östantarktis. Nya Zeeland gör anspråk på området. Fitch Glacier ligger 1 312 meter över havet.
Terrängen runt Fitch Glacier är kuperad åt nordost, men åt sydväst är den bergig. Terrängen runt Fitch Glacier sluttar söderut.  Trakten är obefolkad. Det finns inga samhällen i närheten. 